# Martin Laursen
Martin Laursen   (Fårvang, 26 de juliol de 1977) és un exfutbolista danès de la dècada de 2000.
Fou 53 cops internacional amb la selecció de Dinamarca.
Pel que fa a clubs, defensà els colors de Hellas Verona, Parma, Milan i Aston Villa.

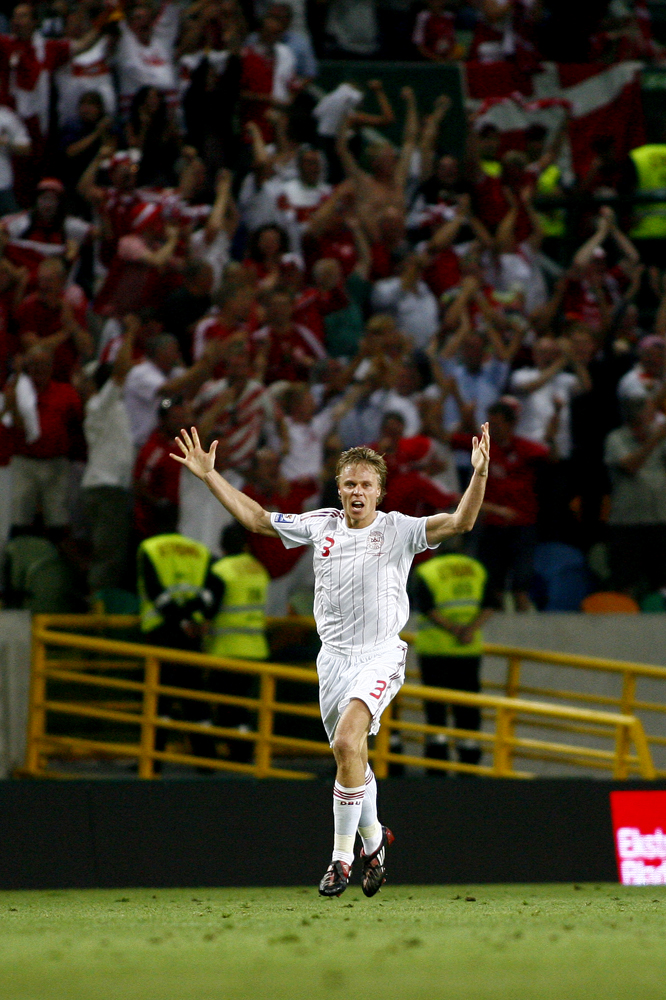
Laursen davant Portugal el 10 de setembre de 2008.